# Masacre de Wairau
La Masacre de Wairau (conocida en inglés como «the Wairau Affray») tuvo lugar en el valle de Wairau, en la actual región de Marlborough de Nueva Zelanda el 17 de junio de 1843, y fue uno de los primeros conflictos graves entre los colonos británicos y los maoríes, después de la firma del Tratado de Waitangi y el único que tuvo lugar en la isla Sur.
La Compañía de Nueva Zelanda, la empresa creada por el Reino Unido para colonizar Aotearoa (hoy Nueva Zelanda), envió un grupo de colonos ingleses a desembarcar en la bahía del río Wairau (en el valle de Wairau, al norte de la Isla Sur) para expulsar a los maoríes del clan (iwi) de Ngāti Toa y arrestar a sus jefes Te Rauparaha y Te Rangihaeata. La lucha se desató al morir Rongo, la esposa de Te Rangihaeata e hija de Te Rauparaha. Te Rangihaeata pidió «utu» (venganza) y murieron los 22 colonos británicos, aun habiéndose rendido previamente. También murieron cuatro maoríes asesinados, incluida la esposa de Te Rangihaeata y la esposa de Te Rauparaha.
El incidente aumentó los temores entre los colonos de una insurrección armada de los maoríes.Fue el primer gran desafío para el gobernador neozelandés sir Robert FitzRoy. FitzRoy investigó el incidente y exoneró a Te Rauparaha y Te Rangihaeata, por lo que fue muy criticado por los colonos y la Compañía de Nueva Zelanda. En 1844, una investigación de la comisión de reclamos de tierras determinó que el Valle de Wairau no se había vendido legalmente, sino que la licencia era fraudulenta.
- Datos: Q1510144